# Tu che m'ascolti insegnami
Tu che m'ascolti insegnami è una raccolta del cantautore italiano Fabrizio De André, pubblicata il 24 novembre 2017.

## Descrizione
Il progetto prende il nome da un verso del Cantico dei drogati e contiene canzoni rimasterizzate in HRA, ad una risoluzione di 24-bit/192 kHz.
Diviso in quattro aree tematiche ("amore e universo femminile", "spiritualità e sogno", "guerra, pace, potere, giustizia e libertà" e "infanzia, vita e oltre"), ognuna delle quali con un titolo tratto dai versi dei brani del cantautore, l'album è stato ottenuto a partire dai master originali di studio.

## Tracce
CD 1 - Femmine un giorno e poi madri per sempre
1. Ho visto Nina volare – 3:58
2. Hotel Supramonte – 4:34
3. Valzer per un amore – 3:38
4. Un malato di cuore – 4:19
5. Tre madri – 2:56
6. Canzone dell'amore perduto – 3:20
7. Giovanna d'Arco – 4:51
8. Andrea/Tema di Rimini[4] – 6:04
9. Le passanti – 3:48
10. Da a me riva – 2:58
11. Franziska – 5:32
12. Amore che vieni, amore che vai – 2:50
13. Via del Campo – 2:31
14. Giugno '73 – 3:29
15. La canzone di Marinella – 3:18
16. Prinçesa – 4:51
17. Verranno a chiederti del nostro amore – 4:21
18. La stagione del tuo amore – 2:59
19. Bocca di Rosa – 3:05
20. Jamin-a – 4:55

CD 2 - Il polline di Dio, di Dio il sorriso
1. Smisurata preghiera – 4:29
2. Se ti tagliassero a pezzetti – 5:02
3. Inverno – 4:15
4. Il pescatore – 2:20
5. Il sogno di Maria – 4:07
6. Ave Maria – 1:51
7. Anime salve – 5:51
8. La cattiva strada – 4:33
9. Spiritual – 2:35
10. Preghiera in gennaio – 3:27
11. Deus ti salvet Maria (Ave Maria) – 5:22
12. Si chiamava Gesù – 3:11
13. Verdi pascoli – 4:35
14. Oceano – 3:08
15. Il ritorno di Giuseppe – 4:04
16. Il testamento di Tito – 5:53
17. S'i' fosse foco – 1:12
18. 'Â çimma – 5:38
19. Volta la carta – 3:48
20. Il suonatore Jones – 4:27

CD 3 - Dev'esserci un modo di vivere senza dolore
1. Introduzione – 1:43
2. Canzone del Maggio – 2:27
3. Girotondo – 3:07
4. Sidún – 4:36
5. Terzo intermezzo – 1:51
6. Il re fa rullare i tamburi – 3:09
7. Carlo Martello ritorna dalla battaglia di Poitiers – 5:17
8. Il gorilla – 2:58
9. Ballata dell'amore cieco (o della vanità) – 3:01
10. La guerra di Piero – 3:02
11. La ballata dell'eroe – 2:32
12. Fiume Sand Creek – 5:24
13. Disamistade – 5:10
14. Una storia sbagliata – 5:15
15. Il bombarolo – 4:19
16. Avventura a Durango – 4:48
17. Un giudice – 2:55
18. Don Raffaè – 4:08
19. Quello che non ho – 5:51
20. La domenica delle salme – 6:08
21. Le nuvole – 2:06

CD 4 - Sotto il vento e le vele
1. Coda di lupo – 5:25
2. Amico fragile – 5:31
3. Canzone per l'estate – 5:21
4. Rimini – 4:07
5. Le acciughe fanno il pallone – 4:43
6. Dolcenera – 4:58
7. Canto del servo pastore – 3:13
8. La città vecchia – 3:21
9. 'Â duménega – 3:41
10. Khorakhané (a forza di essere vento) – 5:29
11. Cantico dei drogati – 7:11
12. Un ottico – 4:38
13. Crêuza de mä – 6:12
14. Leggenda di Natale – 3:12
15. L'infanzia di Maria – 5:01
16. Il testamento – 3:45
17. La collina – 4:03